# 機械女神
《機械女神》（セイバーマリオネット）主要描述於未來世紀中出現具備戰鬥能力的女性外型機械人的一系列故事，原作者為赤堀悟。
機械女神依故事內的時間，主要可分為機械女神J（ ）、機械女神R（ ）、機械女神Z（ ）三大篇幅。一般來說未指明時，機械女神特指機械女神J系列。
2015年7月7日，动画企划制作兼监督根岸弘在自己的Twitter上宣布了新企划“机械女神Project”，意味该动画即将被重制。2015年12月29日，宣布将会基于《機械女神J》小说改编重制OVA。

## 系列概要
《机械女神系列》是基于手塚治虫的漫画《火鳥 望鄉篇》与石森章太郎的《人造人間基凱達》所创作的。

## 系列内历史
堤拉茲星历元年
22世紀末由于地球人口爆炸，人類于是派遣許多航向宇宙深处準備開拓新的生存環境的太空船，其中一艘名為「美索不達米亞號」（メソポタミア号）的太空船於接近名為「堤拉茲」（テラツー）的星球時發生事故，載有六位男性人類的逃生艇被拋出並降落於堤拉茲上。因為沒有女性人類，經過這六人的努力，運用複製人的技術增加人口並建設城市。經過三百年，堤拉茲星已是一片繁榮，并基于原来六名幸存者的籍别分成六個國家。
堤拉茲星历300年
对应机械女神J系列故事
发生事件：
- 提拉兹星第一次世界大战（J）
- 美索不達米亞號炮击提拉兹星（J，只在动画版出现）
- 提拉兹星第一名女性人类——萝蕾莱复活（J）
- 提拉兹星八万年一次的地下等离子层骚动（J again，只在动画版出现）
- “西安”国事件（J to X）

堤拉茲星历500年
对应机械女神R故事
发生事件：
- 女性复活200周年纪念
- Romana国政变与王族的複製人继位人计划失败
- 机械女性寻求与人类平等权利的叛乱（提拉兹星第二次世界大战）
- 提拉兹星基本法建立（堤拉茲星历557年）

堤拉茲星历600年
对应番外篇，讲述于堤拉茲星历599年所建立的的故事。
堤拉茲星历800年
对应机械女神Z故事
发生事件：
- 机械女性失控袭击人类事件增多

## 機械女神J
共25集，于1996年10月1日到1997年3月25日在東京電視台播放。

### 背景故事
22世紀末因地球人口爆炸，故有許多航向宇宙準備開拓新的生存環境的太空船，其中一艘名為「麥蘇丹米亞號/美索不達米亞號」（メソポタミア号）的太空船於接近名為「堤拉茲/德萊斯/泰拉二號」（テラツー）的星球時發生爆炸，毀滅前將載有六位男性人類的小艇拋出並降落於堤拉茲。因為沒有女性人類，經過這六人的努力，運用複製人的技術增加人口並建設都市。經過三百年，堤拉茲星球已是一片繁榮，共有六個國家。其餘四個國家名稱「J again以新德克薩斯為主題、JtoX 14~25集以西安為故事舞台、羅馬奈、佩特堡」雖然有複製人技術，但沒有辦法複製出人類女性；故以人類女性為外型製作出以機械為底的人偶（マリオネット），以代替昔日人類女性從事家務，並且用以當作苦力幫忙背負貨物，甚至作為軍隊用以侵略或保衛領土。人偶沒有思考能力，僅具備簡單的基本指令動作。
居住在六個國家之一「日本城/紮普里斯」（ジャポネス）的少年間宮小樽與三位具有「少女迴路」的機械人偶萊姆、櫻桃、紅莓之相遇，改變了堤拉茲星球的未來。

### 登場人物
間宮小樽（聲優：今井由香  香港配音員：郭志權 台灣配音員：朱憶華）
住在日本城的少年，將萊姆、櫻桃、紅莓喚醒並成為她們的主人。
相当有正义感，说话有很浓重的日本江户时代的口音。由于多次与机械人偶们化解日本国的危机而被视为英雄，使用类似日本旧式警棍的武器(十手)。
萊姆（聲優：林原惠 香港配音員：梁少霞 台灣配音員：林凱羚）
型号JSM-01R、身長155cm、体重45kg、三围B83 W55 H85、作戦行動半径：无限制、感应器有効半径：最大90Km、最大输出功率6800马力
首先被小樽喚醒的機械人偶，具有少女迴路，精神層面與小孩無異，戰鬥能力以速度見稱。性格上是「純真」的代表。
在被废弃的日本历史资料馆地下实验室被发现并启动。相当孩子气，经常缠住小樽和说“我最喜欢小樽了（小樽大好き）”，如果有人伤害小樽，会十分生气和变得恐怖，并还击对方。
櫻桃（聲優：白鳥由里  香港配音員：黃麗芳 台灣配音員：呂佩玉(J、J again單元)→馮美麗(J to X單元)）
型号JSM-02T、身長150cm、体重43kg、三围B80 W50 H80、作戦行動半径：无限制、感应器効半径：地面全范围、最大输出功率6500马力
小樽喚醒的第二位機械人偶，具有少女迴路，非常愛幻想，戰鬥能力以智能見稱。性格上是「賢淑」的代表。
在日本城的将军府被启动（动画中是在一个隐藏的损坏厕所中），十分聪明、温柔和贤淑，擅长家务，但有时会陷入对小樽的过分幻想中，经常用煎锅打飞缠着小樽的花形。
紅莓（聲優：平松晶子  香港配音員：林元春 台灣配音員：呂佩玉(J、J again單元)→馮美麗(J to X單元)）
型号JSM-03B、身長165cm、体重50kg、三围B95 W60 H88、作戦行動半径：无限制、感应器有効半径：地面全范围、最大输出功率7000马力
最後被小樽喚醒的機械人偶，具有少女迴路，豪爽直接，戰鬥能力以力量見稱。性格上是「母性」的代表。
在日本城的将军府被启动（动画是在将军府的喷水雕像中），十分豪放，酒量很好，经常嘲笑櫻桃贫乳，总想与小樽有身体接触，但也有对萊姆、櫻桃像姐姐般的态度，也有女性的温柔。
花形美劍（聲優：子安武人  香港配音員：鄺樹培 台灣配音員：李猶龍）
小樽的朋友，是花形財團的小開，非常愛慕小樽，但對於只有男人存在的堤拉茲星球而言並不奇怪，经常缠着小樽。
法斯特（聲優：綠川光  香港配音員：蘇強文 台灣配音員：王慕航）
六個國家之一「加爾特蘭」（ガルトラント）的總統，是迪潔兒、露克絲、潘塔的主人。少年時代個性溫柔體貼，但繼承上一代的記憶後成為獨裁者，欲以武力統一堤拉茲星球，对待下属非常残暴，非常憎恨小樽，直到提拉兹星第一次世界大战时，得知迪潔兒、露克絲、潘塔至死都爱护和支持他的原因，并明白自己和小樽在培育少女迴路的不同，最终放下了上一代傳承的記憶中，對蘿雷萊的執念和残暴的性格，決定過自己想要的生活，和小樽拯救蘿蕾萊后，和他的战斗人偶四处游历。
迪潔兒（聲優：高乃麗  香港配音員：雷碧娜）
型号GSM-01T、身長165cm、体重55kg、三围B98 W63 H90、作戦行動半径：无限制、感应器有効半径：最大90km、最大输出功率6850马力
法斯特麾下的戰鬥人偶（セイバードール），具有少女迴路，戰鬥能力以速度見稱。
有使用电鞭般的武器，对法斯特非常照顾和喜爱，可以说能为法斯特出生入死。
露克絲（聲優：水優子  香港配音員：黃麗芳→蔡惠萍→袁淑珍）
型号SM-03R、身長160cm、体重50kg、三围B93 W58 H80、作戦行動半径：无限制、感应器有効半径：地面全范围、最大输出功率6500马力
法斯特麾下的戰鬥人偶，具有少女迴路，戰鬥能力以智能見稱。
潘塔（聲優：井上喜久子（第1期）、篠原惠美（第2期）香港配音員：陸惠玲 台灣配音員：朱憶華）
型号GSM-02P、身長160cm、体重52kg、三围B95 W60 H87、作戦行動半径：无限制、感应器有効半径：最大70km、最大输出功率7000马力
法斯特麾下的戰鬥人偶，具有少女迴路，戰鬥能力以力量見稱。
德川家安（聲優：緒方賢一  香港配音員：源家祥）
日本城的首領，是第15代德川家安，非常和蔼但必要时很有决断力，與法斯特同為掌握美索不達米亞號秘密的人。與法斯特親自培養戰鬥人偶的態度不同，將萊姆等三人託付給小樽。
梅幸（聲優:折笠愛  香港配音員：黃鳳英）
雖無搭載少女迴路但具思考能力的機械人偶，日本城兩大巡捕之一，同時也是日本城首領的貼身護衛。特徵是以兩把光劍作為主要武器。
玉三郎（聲優:川村萬梨阿  香港配音員：鄭麗麗）
動畫原創人物，雖無搭載少女迴路但具思考能力的機械人偶，日本城兩大巡捕之一，同時也是日本城首領的貼身護衛。特徵是以一支薙刀作為主要武器。
赫斯博士（聲優：西村朋紘  香港配音員：[[]]）
加爾蘭特的科學家，沒有人知道其真面目。
在J to X得知，其实是四百年前或更早期到达堤拉兹星的地球探险人员，因意外被迫逗留堤拉兹星上，由于以为被队员抛弃，所以借为加爾特蘭和西安国来完成自己对地球的复仇。对少女迴路也十分了解，可能也是少女迴路的理论提出者。
在J to X想借助小樽的机械人偶所得到的舊·美索不達米亞號地球往返线路资料和在西安国时制造的带热核武器的新·飞船返回地球向人类报复，但回到太阳系后得知没能被获救的真相和被小樽的机械人偶所感动后，将小樽的机械人偶三人送回堤拉兹星，并在飞船爆炸前将三人的记忆数据传回在堤拉兹星准备的人类女性素体。令她们以人类的身份重生。
帶市蒼右衛門（聲優:飛田展男  香港配音員：林保全）
動畫原創人物，教導小樽武術的人，擁有一個不具少女迴路也不具思考能力的機械人偶小雪並且將她視為妻子，而這在堤拉茲星球是不能被接受的。
后来法斯特赏识，并作为刺探德川所拥有的机械人偶的间谍。
蘿蕾萊（聲優：天野由梨  香港配音員：鄭麗麗 台灣配音員：林凱羚）
是發明操控美索不達米亞號的人工智慧「蘿蕾萊系統」的天才科學家，也是美索不達米亞號發生事故後唯一僅存的人類女性。日本城歷史資料館中的人類少女畫像即是以她為主角。
也是少女迴路的理论提出者，少女迴路的原设计是用来平复控美索不達米亞號的人工智慧系统所用的。
大江久保彥左衛門（聲優:千葉繁  香港配音員：張英才）
動畫原創人物，德川家安的家臣。
花形夢路（聲優:高乃麗  香港配音員：區瑞華 台灣配音員：朱憶華）
動畫原創人物，花形美劍的弟弟。

### 制作人员
- 原作：赤堀悟
- 監督： 下田正美
- 系列构成：関島眞頼
- 人物原案：ことぶきつかさ
- 人物设定：島村秀一
- 美術監督： 永井一男
- 色彩設計： 中村忍
- 撮影監督： 渡邊英俊
- 編集： 西山茂
- 音响監督： 田中英行
- 音乐： PAROME
- 监制： 小林教子、横山真二郎
- 动画监制： 春田克典
- 动画制作： JUNIO
- 製作協力： 萬代影視、杉田敦
- 製作： 东京电视台、創通

### 主题曲
片头曲
「Successful Mission [Ver.1]」（第1話 - 第18話）
「Successful Mission [Ver.2]」（第19話 - 第25話）
作词：MEGUMI；作曲：佐藤英敏；編曲：矢吹俊郎；演唱：林原惠
片尾曲
「I'll be there」（第1話 - 第23話）
作词：MEGUMI；作曲：佐藤英敏；編曲：添田啓二；合唱编曲：奥井雅美；演唱：林原惠
「十六夜」（第24話）
作詞：松葉美保；作曲、編曲：岩本正樹；演唱：林原惠
「Successful Mission」（第25話）
作詞：MEGUMI；作曲：佐藤英敏；編曲：矢吹俊郎；演唱：林原惠
插入曲
「遠雷」（第12話）
作詞：木本慶子；作曲、編曲：岩本正樹；演唱：河合夕子
「咲かせるぜ!度胸花」（第13話）
作詞：木本慶子；作曲、編曲：岩本正樹；演唱： 今井由香

### 每话标题
| 話数           | 日文标题                                 | 中文标题                                 | 编剧       | 分镜           | 演出者     | 作画監督        |
| -------------- | ---------------------------------------- | ---------------------------------------- | ---------- | -------------- | ---------- | --------------- |
| Program：START | ライム登場!オトコだけの惑星              | 萊姆登場！只有男人的行星                 | 関島眞頼   | 下田正美       | 下田正美   | 千葉道徳        |
| Program：02    | お騒がせマリオネットガール               | 引起騷動的人偶                           | 金巻兼一   | 渡辺哲哉       | 渡辺哲哉   | 門智昭          |
| Program：03    | ジャポネス城で大騒動!?                   | 日本城的大騷動！？                       | 網谷正治   | 大地丙太郎     | 杉山慶一   | 鈴木勤          |
| Program：04    | チェリーパニック ロマンス大作戦!!        | 櫻桃遇難 浪漫大作戰！                    | 植竹須美男 | 康村諒         | 康村諒     | 柳瀬雄之        |
| Program：05    | ファウストの挑戦!!                       | 法斯特的挑戰！                           | 野辺朋史   | 石山貴明       | 西本由紀夫 | 千葉道徳 門智昭 |
| Program：06    | 熱烈不歓迎!空飛ぶラブアタック!           | 熱烈不歡迎！空中愛情攻勢！               | 関島眞頼   | 松園公         | 関田修     | 河村明夫        |
| Program：07    | 一攫千金はヌカ喜びでぃ!                  | 空歡喜一場的一獲千金！                   | 金巻兼一   | 本田一行       | 木村隆一   | 津幡佳明 山口晋 |
| Program：08    | 恋占いバトルロイヤル!!                   | 戀愛占卜大混戰！                         | 植竹須美男 | 寺東克己       | 下田正美   | 東出太          |
| Program：09    | ガルトラント、みんなでいけばこわくない!! | 加爾蘭特 大家一起去就不怕！              | 網谷正治   | 西本由紀夫     | 西本由紀夫 | 石野聡          |
| Program：10    | 潜入!!黒き帝国                           | 潛入黑暗帝國！                           | 長谷川勝己 | 高柳哲司       | 池端隆史   | 畑智司 渡辺明夫 |
| Program：11    | 乙女回路で大勝利!?                       | 少女迴路的大勝利！？                     | 金巻兼一   | 康村諒         | 康村諒     | 畑智司 柳瀬雅之 |
| Program：12    | ファーストキスはプラズマの味!?           | 初吻就像等離子的味道！？                 | 長谷川勝己 | 寺東克己       | 真野玲     | 千葉道徳        |
| Program：13    | 小樽デビュー!!今、君が輝く時!!           | 小樽出道當明星！現在正是閃耀光芒的時候！ | 植竹須美男 | 佐山聖子       | 佐山聖子   | 増上寺城蔵      |
| Program：14    | 迎春!!小樽杯マリオネットコンテスト!!     | 賀新年！小樽盃機械女神大賽！             | 金巻兼一   | 寺東克己       | 花井信也   | 今泉賢一        |
| Program：15    | 女性復活!?ローレライの謎                 | 女性復活！？蘿蕾萊之謎                   | 関島真頼   | まつぞのひろし | 真野玲     | 千葉道徳        |
| Program：16    | いきものってなあに?                      | 生物是什麼？                             | 植竹須美男 | 寺東克己       | 西本由紀夫 | 島村秀一        |
| Program：17    | やさしさと切なさと女らしさと             | 溫柔 難過 女人味                         | 金巻兼一   | 神戸守         | 小高義規   | 柳瀬雄之        |
| Program：18    | 城塞変形!!立てジャポネスガー             | 要塞變形！日本城站起來了                 | 長谷川勝己 | 開木菜織       | 池端隆史   | 渡辺明夫 畑智司 |
| Program：19    | ティーゲル、愛のはてに……!!               | 迪潔兒 為愛犧牲......！                  | 網谷正治   | 西本由紀夫     | 西本由紀夫 | 古賀誠          |
| Program：20    | おもいはてなく こころはるかに            | 無止境的思念 遙遠的心                    | 金巻兼一   | 寺東克己       | 高田淳     | 岡辰也          |
| Program：21    | 闇と光のバーベキュー大会                 | 黑暗與光明的烤肉大會                     | 金巻兼一   | 佐山聖子       | 佐山聖子   | 山田一郎        |
| Program：22    | 天空（あま）翔る想い                     | 翱翔在天空中的思念                       | 金巻兼一   | 寺東克己       | 真野玲     | 柳瀬雄之        |
| Program：23    | ファウスト 歪んだ純心                    | 法斯特扭曲的純潔之心                     | 網谷正治   | 池端隆史       | 池端隆史   | 畑智司 古賀誠   |
| Program：24    | 乙女たちの旅立ち                         | 少女們的旅程                             | 金巻兼一   | 甚目喜一       | 西本由紀夫 | 千葉道徳        |
| Program：25    | いつもキミがそばにいる                   | 你永遠都在身邊                           | 関島真頼   | 下田正美       | 下田正美   | 島村秀一        |

## 機械女神J again
《機械女神J again》（またまたセイバーマリオネットJ，又譯機械女神J再現）是機械女神J於電視動畫播出後廣受好評，後續製作的OVA。
以「　：等離子危機（ス）」為主要題目，內容細分成6話。

### 背景故事
堤拉茲星球恢復和平，但黑暗中蠢蠢欲動的野心者逐漸浮現，另一方面堤拉茲星球將面臨毀滅性的等離子危機，而此時出現了具有少女迴路的不明機械人偶「NSM-X-1」，她對堤拉茲星球有何種關鍵性的影響？

### 登場人物
登場人物與機械女神J相同。
新增以下人物：
瑪琳，又譯海潮（聲優：岡本麻彌 台灣配音員：呂佩玉）
機械女神J again原創人物，六個國家之一「新德克薩斯」（ニューテキサス）所開發具有少女迴路的機械人偶，體內同時擁有三個少女迴路，代號為NSM-X-1。
原来设计是用来应付提拉兹星地下等离子层骚动的，能承受极强的等离子干扰，并能将等离子能量转化为可控的攻击力，但对体内的少女迴路造成很大的运行压力而逐渐损毁，而被迫放弃研制并抛弃于大海中，后来自我启动，并被小樽等人发现，并起名为瑪琳。
在J again的结局中，为了让提拉兹星的未来而自愿冒着死亡完成了其使命。

### 制作人员
- 原作：赤堀悟
- 監督：下田正美
- 監督助理：佐山聖子
- 系列构成：関島眞頼
- 人物原作：ことぶきつかさ
- 人物设定：島村秀一
- 美術監督：西川淳一郎
- 色彩設計：川上善美
- 編集：西山茂
- 音响監督：田中英行
- 音乐：PAROME
- 监制：杉田敦、横山真二郎、春田克典
- 制作：ハルフィルムメーカー
- 製作：萬代影視、創通

### 主题曲
片头曲
「咲かせるぜ!度胸花」（第1話）
作詞：木本慶子 ；作曲、編曲：岩本正樹 ；演唱：今井由香
「hesitation」
作詞：MEGUMI ；作曲、編曲：矢吹俊郎 ；演唱：林原惠
片尾曲
「hesitation」（第1話）
作詞：MEGUMI ；作曲、編曲：矢吹俊郎 ；演唱：林原惠
「守ってあげる」（第2話）
作詞：松葉美保 ；作曲、編曲：今泉洋 ；演唱：平松晶子
「HEART BREAK DOWN」（第3話）
作詞：松葉美保 ；作曲：若林剛太 ；編曲：五島翔 ；演唱：白鳥由里
「影になれ」（第4話）
作詞：木本慶子 ；作曲、編曲：岩本正樹 ；演唱：折笠愛
「風の詩を聞きながら」（第5話）
作詞：松葉美保 ；作曲：若林剛太 ；編曲：小林信吾 ；演唱：金牧麗
「I'll be there (Ballad Version)」（第6話）
作詞：MEGUMI ；作曲：佐藤英敏 ；編曲：大平勉 ；合唱编曲：奥井雅美 ；演唱：林原惠

### 每话标题
| 話数     | 日文标题               | 中文标题           | 编剧     | 分镜     | 演出者     | 作画監督          |
| -------- | ---------------------- | ------------------ | -------- | -------- | ---------- | ----------------- |
| Load：01 | みんな幸せ             | 大家都幸福         | 関島眞頼 | -        | 西本由紀夫 | 島村秀一 千葉道徳 |
| Load：02 | 美しきマリンブルー     | 美麗的湛藍色       | 金巻兼一 | 下田正美 | 佐山聖子   | 宇佐美皓一        |
| Load：03 | ラブコメディーは突然に | 匆匆來訪的愛情喜劇 | 赤堀悟   | -        | 佐山聖子   | 山川吉樹 千葉道徳 |
| Load：04 | 沈黙の暗殺者           | 沉默的暗殺者       | 金巻兼一 | 山川吉樹 | 西本由紀夫 | 宇佐美皓一        |
| Load：05 | こころ・めざめの時     | 當心覺醒之時       | 関島眞頼 | -        | 佐山聖子   | 千葉道徳          |
| Load：06 | 海へ還る               | 回歸大海           | 金巻兼一 | -        | 西本由紀夫 | 楠本祐子 山川吉樹 |

## 機械女神JtoX
《機械女神J to X》（セイバーマリオネットJ to X）為機械女神J系列的最終作品，動畫共有26集。1~13集以日本城為舞台，14~25集以西安為舞台，26集為堤拉茲星球一直以來的目標「人類女性復活」終於達成的補完，而26集當初並沒有在電視上映，而是收錄在後來出版的機械女神JtoX錄影帶中。
1998年10月6日到1999年3月30日首播，繼續在東京電視台播出。

### 背景故事
堤拉茲星球的「人類女性復活」目標即將到來，機械人偶之後的存在意義是什麼？另外間宮小樽在萊姆、櫻桃、紅莓三人裡，開始有了「她們對我是三個人，但是我對她們卻是唯一的」的疑慮，因此面臨到要從三人裡選擇一位的局面。

### 登場人物
登場人物同機械女神J。参见#J登场人物
新增以下人物
白瀨明石（聲優：山口勝平）
喜歡紅莓的馬戲團特技表演者，外貌近似小樽。由他說出的「如果不選擇紅莓，我是不會讓給你的」，造成一向平等對待三人的小樽開始產生疑惑。
楊明（聲優：飛田展男）
六個國家之一「西安」的大臣，外貌年齡27至29歲，暗中操縱年幼的皇帝控制國政。由于出身贫贱，对上层权贵十分不满，想借助赫斯博士统治西安国，结果反被利用。
背後擁有赫斯博士開發的四個不具少女迴路的戰鬥人偶：朱雀、白虎、玄武、青龍。

### 制作人员
- 原作：赤堀悟
- 人物原作：ことぶきつかさ
- 総監督：下田正美
- 系列构成：関島眞頼
- 人物原作：佐山聖子
- 人物设定：島村秀一
- 美術監督：西川淳一郎
- 色彩設計：川上善美
- 編集：西山茂
- 音响監督：田中英行
- 音乐：PAROME
- 监制：小林敦子、横山真二郎
- 动画监制：春田克典
- 动画制作：ハルフィルムメーカー
- 製作：东京电视台、創通

### 主题曲
片头曲
「Proof of Myself」
作詞：MEGUMI ，作曲：佐藤英敏 ，編曲：添田啓二 ，演唱：林原惠
片尾曲
「Lively Motion [Ver.1]」（第1～19、21～23話）
作詞：MEGUMI ，作曲：佐藤英敏 ，編曲：五島翔 ，演唱：林原惠
「風と空を越えて」（第20話）※クレジット表記は挿入演唱
作詞：木本慶子 ，作曲・編曲：五島翔 ，演唱：今井由香
「Lively Motion [Ver.2]」（第24，25話）
作詞：MEGUMI ，作曲：佐藤英敏 ，編曲：五島翔 ，演唱：林原惠
「いっしょに」（第26話）※クレジット表記は挿入演唱
作詞：奥井雅美 ，作曲：大平勉 ，編曲：大平勉 ，演唱：林原惠、白鳥由里、平松晶子
插入曲
「生命線のマリア」（第21話）
作詞：只野菜摘 ，作曲・編曲：林有三 ，演唱：浜野和子
「約束の地」（第24話）
作曲：奥井雅美 ，編曲：大平勉 ，合唱：奥井雅美

### 每话标题
| 話数     | 日文标题                 | 中文标题                 | 編劇       | 分鏡       | 演出者       | 作画監督          |
| -------- | ------------------------ | ------------------------ | ---------- | ---------- | ------------ | ----------------- |
| PHASE:01 | あっちこっちで文明開化!  | 這裡那裡文明開化         | 金巻兼一   | 佐山聖子   | 佐山聖子     | 千葉道徳          |
| PHASE:02 | だんじり合戦で満願成就!  |                          | 関島眞頼   | 西本由紀夫 | 西本由紀夫   | 千葉道徳          |
| PHASE:03 | 父が出た出た父が出た!    | 爸爸出現了               | 植竹須美男 | 佐山聖子   | 黒田やすひろ | 祝浩司            |
| PHASE:04 | セイバードールズの旅立ち | 機械女僕的旅行           | 久保田雅史 | 西本由紀夫 | 西本由紀夫   | 竹田逸子          |
| PHASE:05 | しらたきは永遠の輝き     | 白瀑布將永遠輝煌         | 金巻兼一   | 下田正美   | 西本由紀夫   | 鈴木藤雄          |
| PHASE:06 |                          | 小樽有兩人!?愛的廚房家事 | 網谷正治   | 佐山聖子   | 佐山聖子     | 千葉道徳          |
| PHASE:07 | ひとりぼっちの妖精       | 單獨一人的妖精           | 久保田雅史 | 山口直樹   | 黒田やすひろ | 祝浩司            |
| PHASE:08 | チェリーの子育て奮闘記   | 櫻桃的保母奮鬥記         | 金巻兼一   | 佐山聖子   | 下田正美     | 宇佐美皓一        |
| PHASE:09 | みんなと森と鉄球と       | 所有人、森林與鐵球       | 植竹須美男 | 佐山聖子   | 佐山聖子     | 竹田逸子          |
| PHASE:10 | おにぎりは平和の味!?     | 飯糰是和平的味道         | 網谷正治   | 山口直樹   | 岡崎ゆきお   | 祝浩司            |
| PHASE:11 | おとこ小樽の落とし前!    | 男孩小樽的小費           | 関島眞頼   | 佐山聖子   | 岡崎ゆきお   | 祝浩司            |
| PHASE:12 | 運命のヘブンズ・クロス   | 命運的交錯天堂           | 金巻兼一   | 新房昭之   | 下田正美     | 島村秀一          |
| PHASE:13 | 黒き野望・鋼の巨人復活!! | 黑暗野心·鋼鐵巨人復活    | 久保田雅史 | 佐山聖子   | 佐山聖子     | 浜森理宏          |
| PHASE:14 | ペア旅行は各駅停車!?     | 雙人旅行是每站停車？     | 網谷正治   | 西本由紀夫 | 西本由紀夫   | 千葉道徳          |
| PHASE:15 | 悠久の都・西安           | 悠久之都西安             | 金巻兼一   | 佐山聖子   | 岡崎ゆきお   | 祝浩司            |
| PHASE:16 | 翼なき鳥たち             | 沒有羽翼的鳥             | 関島眞頼   | 阿部記之   | 下田正美     | 浜森理宏          |
| PHASE:17 | それぞれの昨日と今日     | 各自的昨天和今天         | 植竹須美男 | 佐山聖子   | 佐山聖子     | 宇佐美皓一 森川均 |
| PHASE:18 | プラズマ模様の空の下     |                          | 金巻兼一   | 西本由紀夫 | 岡崎ゆきお   | 祝浩司            |
| PHASE:19 | 1/3の哀しみ              | 三分之一的哀傷           | 関島眞頼   | 佐山聖子   | 佐山聖子     | 竹田逸子          |
| PHASE:20 | 西安の雨は降りやまず     | 西安的雨不間斷           | 久保田雅史 | 開木菜織   | 西本由紀夫   | 千葉道徳          |
| PHASE:21 | 紅蓮の終劇・緋色の目覚め | 紅蓮的終焉·覺醒的深紅    | 植竹須美男 | 佐山聖子   | 佐山聖子     | 楠本祐子          |
| PHASE:22 | 叫び                     | 吶喊                     | 網谷正治   | 西本由紀夫 | 西本由紀夫   | 浜森理宏          |
| PHASE:23 | 機械じかけの夢           | 機械發條之夢             | 久保田雅史 | 佐山聖子   | 青木佐恵子   | 宇佐美皓一        |
| PHASE:24 | 虹駆けし乙女たち         | 奔向彩虹的少女們         | 金巻兼一   | 佐藤順一   | 西本由紀夫   | 千葉道徳          |
| PHASE:25 | 光…                      | 光…                      | 関島眞頼   | 佐山聖子   | 佐山聖子     | 竹田逸子          |
| PHASE:26 | この空はどこまでも青く   | 這天空無論哪裡都是藍的   | 植竹須美男 | 下田正美   | 下田正美     | 島村秀一          |

## 機械女神R
製作並播放于1995年，全3話，2VCD，主要人物和機械女神J系列相近，主要聲優配置基本上也沒變化。
這次故事發生地點在羅馬娜城，男主人公為王儲美麗二世（今井由香）。他本來與三位機械人偶生活在和平寧靜的罗马娜城，但叛党星脸大人却发动政变，目标直指这位未来的最高执行官。为了保护二世，三位机械女神莱姆、樱桃和红莓决定不顾一切地投入战斗。

### 登场人物
- 美丽二世（ヴィレイ・ジュニア） 声优：今井由香

羅馬娜城国王的儿子，心地善良。后来向星面表明其不是生化人，为由上一代国王自然繁殖所得的后代。
- 萊姆 聲優:林原惠

美丽二世的機械人偶，具有少女迴路，戰鬥能力以速度見稱。性格上是「純真」的代表，孩子气，十分亲近美丽二世。和机械女神J系列的萊姆对应。
- 櫻桃 聲優:白鳥由里

美丽二世的機械人偶，具有少女迴路，戰鬥能力以智能見稱。性格上是「賢淑」的代表，有与异性亲密的幻想。和机械女神J系列的櫻桃对应。
- 紅莓聲優:平松晶子

美丽二世的機械人偶，具有少女迴路，戰鬥能力以力量見稱。性格上是「母性」的代表，如姐姐般关心萊姆、櫻桃和二世。和机械女神J系列的紅莓对应。
- 星面聲優:綠川光

美丽二世的長兄，非常无情和残酷，戴着刻有大卫星般图案的面具，拥有相当高的技术水平，莱姆、櫻桃、紅莓、艾吉、凯妮、布莉特这六名机械人偶均为其所造。想赶在二世之前抢占罗马娜城的统治权。其为改造的克隆生化人，想通过政变证明自己才是最强的领导者。
- 艾吉聲優:高乃麗

星面麾下的戰鬥人偶，具有少女迴路，戰鬥能力以速度見稱，全身穿着带刃器的物体。
- 凯妮聲優:水優子

星面麾下的戰鬥人偶，具有少女迴路，戰鬥能力以智能見稱，相當於其三人的指揮，相當冷靜。
- 布莉特（ブリッド）聲優:井上喜久子

星面麾下的戰鬥人偶，具有少女迴路，戰鬥能力以力量見稱。

### 制作人员
- 原作，導演：赤堀悟、根岸弘
- 監督：舛成孝二
- 人物原案：いづなよしつね（日语：いづなよしつね）、田沼雄一郎
- 人物設定：岩田幸大
- 機械設定：岸田隆宏
- 故事總監：舛成孝二（1話、3話）、鶴卷和哉（2話）
- 作画監督：岩田幸大（1話）、菅沼荣治（2話）、齋藤卓也（3話）
- 美術監督：西田稔
- 撮影監督：白井久男
- 音樂：大森俊之
- 音響監督：田中英行（日语：田中英行）
- 製片人：杉田敦、柴田光輝
- 動畫製作：安利美特、ゼロ・ジー・ルーム
- 製作：萬代影視、ムービック（日语：ムービック）

### 主题曲
片尾曲
抱きしめて Lovin' you（1話・2話）
作詞：山本成美，作曲、編曲：大森俊之，演唱：林原惠、白鸟由里、平松晶子
そばにいるよ 〜優しきエピローグ〜（3話）
作詞：山本成美，作曲、編曲、大森俊之，演唱：林原惠、白鸟由里、平松晶子

## 機械女神J·純愛格鬥
《機械女神J·純愛格鬥》（セイバーマリオネットJ・バトルセイバーズ）為PlayStation上的格鬥遊戲。1997年3月28日開始發售，分為限定版「乙女版」和普通版，遊戲內容相同。登場角色有萊姆、櫻桃、紅莓、迪潔兒、露克絲、潘塔；隱藏人物梅幸、玉三郎；新角色「蘋果」。

### 遊戲原創人物
- 蘋果 聲優：今井由香

預備萊姆有萬一的事故發生，用以頂替的第四位具有少女迴路的機械人偶。

## 相關名詞

### 複製人類
生化複製人類（クローン人類）他們都是男人，沒有女人。是由星際移民船“美索不達米亞號”逃脫成功，倖存船員六人細胞的基因製作的，他們分別是德川家安（日本），格哈德·馮·法斯特（德國），亞歷山大·基辛（俄國），喬伊.休力克（美國），王庸平（中國），在瓦雷伊.里迪奇（意大利）由六種作為標準的種族組成。這六人發明了腦部記憶存取的記憶，並將此技術用在自己的複製人上，然後將自己的記憶與意志一代一代傳承下去。並在提拉滋應用複製技術建立六種不同文化的國家。
因為無法在沒有女性基因庫的方式下生產女人，導致他們都是男人，沒有女人。經過技術升級，不僅誕生了他們6人，還經過混合基因造成多種多樣的人類出來，在提拉滋日曆300年，進化的複製技術可以看到非常多人類的變化。儘管如此，由於DNA序列有限，仍出現了很多限制，包括同時出現類似外表的人。
雖然有婚姻概念/法律，但不可能讓下一代的這兩個名字都留下，在動畫中描繪了使用相同細胞誕生的兄弟。動畫中原始六位領袖將記憶強硬手段加在複製生化人的做法也有可能是導致法斯特性格扭曲的原因。
第一個提拉滋女性復活在300年日曆（即為“機械女神J”結局的“女性復興”劇情），並從被保護到社會系統的參與中，即使如此複製技術的還是保存，並且依決策使用。

### 機械人偶
女性型機器人的一個通用術語，讓生存的男人不會忘記失去的女人。後來由於人類勞動力短缺和修煉效率等問題轉化為勞動力，被視為“正義機器”“工具”。根據其用途將分為以下幾類。
通用型機械人偶：

通用型女性機器人，它的開發主要是為了做一般家務，最具代表性和最受歡迎。依照開發者要求還具有輔助功能，有的具有專用功能。
友好型機械娃娃：

特殊專用的女性機器人，它主要是為了滿足人類（男性）的生理生殖需求和視覺滿意度而開展的友好型。在動畫中名稱是娃娃。
戰鬥型機械人偶：

主要在國家的軍隊和警察中，同時也包括那些具有特別類財產保護的工作中。 而且，它的設計特點也更加細緻，思考能力也經過提升。
兼用型機械人偶：

上述三種類型中兼具兩種機能類型的機器人。

### 少女迴路
原始型是由蘿蕾萊（Lorelei）博士所設計“Lorelei系統”裡，為配備在機器人中，情感生成裝置的最終成就之一。能以情感強化力量和增幅技能，也提供創造性思考和感情力的功能，還能夠通過“學習”促進機器人心靈“成長”的心靈迴路裝置。
在原始版本中，基於“別忘掉女性們”的理由，在提拉滋行星的第一代的生存者們早期開發的所有機械木偶都配備了第一型的少女迴路。然而，在後來轉為勞動力的過程中產生異常。最後導致她們被封鎖，停產。少女迴路最終成為“失落的技術”。在動畫版本故事中所用的少女迴路是一種專門為某種目的而設計的裝置，除了萊姆等人、還有迪潔兒、瑪琳等幾人以外，並沒有其他機器人擁有。
出現在作品中的少女回路從其性質和形狀分類如下。
原始類型（心臟類型）：
它的形狀是模仿心臟的形狀，它的位置也在心臟上，運作時產生脈動，它實際上就像人類的心跳。
寄生型（Z型）少女回路：

它出現在“機械女神Z”中。心型初始電路基礎設計，它具有獲取其他初始少女回路並實現開機的功能。被捕捉的少女回路變成“Z少女回路。
圓盤機械式少女回路：

出現了“機械女神J動畫版”和“機械女神i”。形狀是圓盤形的。它與設置在胸部的原始版本相同，但是由主系統和指示器能顯示脈拍，機器感情的動作變化。也不是牢固地固定在機器人上。

此系統開發者是“蘿蕾萊”，“德川家安”，“格哈德·馮·法斯特”三人。使用蘿蕾萊的基本理論，家安和法斯特分別加入自己的理論開發了這種少女迴路。同一組回路是一個集合，它具有三個人的合成一種情感的功能。每一組內的三個少女回路都各自具有其特點，這些個性最終能合成一個“母體”屬性。為了女性復活的目的，一組少女迴路的兼容性和交互功能最終都能與美索不達米亞的“蘿蕾萊系統”共存。
三重型少女迴路：

“機械女神J 再臨”出現的系統。它在新德克薩斯州開發，並安裝在瑪琳身上。
它的特點是學習速度快，增幅功能複雜，不能成為正常的系統。最初是為了強制在一個機械木偶中有一組少女回路而開發的，以加倍心靈增長。因此，對機械木偶的負擔變得相當大，且有了一個缺點，就是無法承受少女迴路的成長導致自我毀滅。

## 注脚
1. ↑  . 南方网. 2015年7月7日  [2015年11月1日]. （原始内容存档于2016年3月4日）.
2. ↑  .   [2015-12-30]. （原始内容存档于2020-09-27）.
3. ↑  小黒祐一郎 『この人に話を聞きたい アニメプロフェッショナルの仕事 1998-2001』 飛鳥新社、2006年

## 外部連結
- （日語）SM Girls 機械女神R （页面存档备份，存于）－Animate TV官網「WEB Anime Theater X」
- （日語）セイバーマリオネットi 〜ネオジェネ〜 （页面存档备份，存于） - 角川書店官網的作品介紹
- （日語）機械女神J的長屋（綜合網站）
- （日語）寺通學園同窗會（播出10週年紀念）
- （中文）巴哈姆特：《機械女神J》系列  （页面存档备份，存于）（綜合網站）

## 電視節目的變遷
| 日本 東京電視台 星期二18:00－18時30分節目 | 日本 東京電視台 星期二18:00－18時30分節目     | 日本 東京電視台 星期二18:00－18時30分節目 |
| ----------------------------------------- | --------------------------------------------- | ----------------------------------------- |
|                                           | 機械女神 （1996年10月1日－1997年3月25日）     |                                           |
| 聖天空戰記                                | 新・天地無用!                                 |                                           |
| 魔法陣都市                                | 機械女神JtoX （1998年10月6日－1999年3月30日） | 伊甸少年                                  |

| 翡翠台 星期日10:10-11:00 | 翡翠台 星期日10:10-11:00                 | 翡翠台 星期日10:10-11:00 |
| ------------------------ | ---------------------------------------- | ------------------------ |
|                          | 銀河醒目女 （1999年3月14日－1999年6月6日） |                          |
| —                        | 重甲戰隊                                 |                          |